# Mansion House (Cardiff)
Pour les articles homonymes, voir Mansion House.

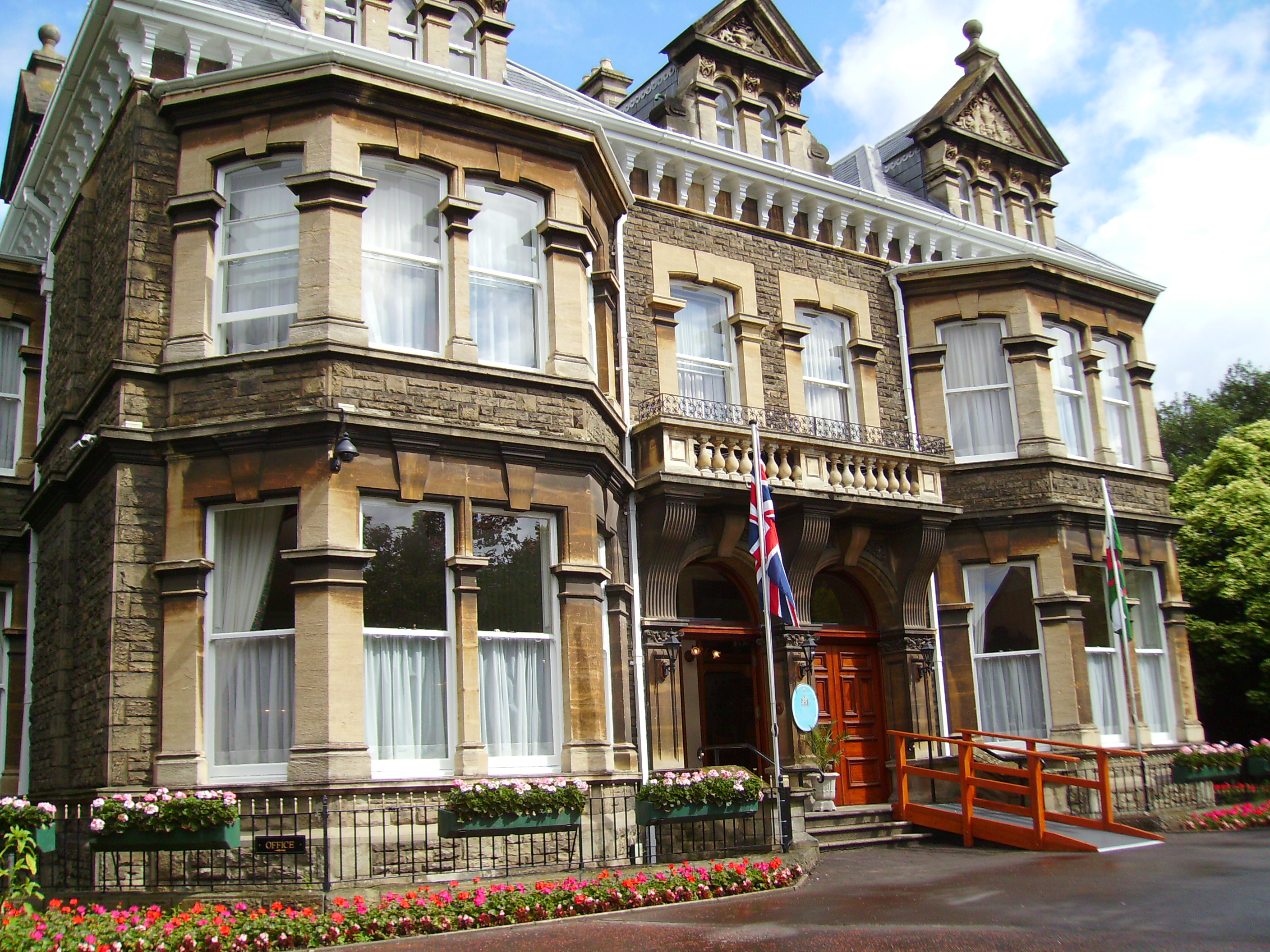
La Mansion House

La Mansion House, située à Richmond Road, est la résidence officielle du Lord Mayor (titre honorifique pour les maires de certaines villes importantes) de la capitale du Pays-de-Galles, Cardiff.

## Histoire
James Howell est un homme d’affaires de Cardiff, propriétaire des grands magasins Howells ; il ouvre son premier magasin en 1865. En 1890 il prend des dispositions pour construire une propriété sur des terres données par Lord Tredegar. Elle est conçue par Habershon & Fawckner et construite en 1896. Le bâtiment est alors connu sous le nom de The Grove (« Le Bosquet »). Les plans sont prévus pour une famille nombreuse, car James Howell a onze enfants. Un aspect inhabituel de cette maison est qu’elle possède deux portes d’entrée. James Howell voulait être sûr que la maison puisse être séparée en deux dans le futur si nécessaire. Dans la cave, un mur est construit qui aurait pu être agrandi vers le haut pour effectuer la séparation. La propriété est achetée par le Cardiff Council (« Conseil de Cardiff ») en 1913. Le bâtiment est un monument classé Grade II.
Depuis 1971, la Mansion House s’agit d’une maison aux fonctions uniquement protocolaires, le Lord Mayor de Cardiff résidant en fait dans sa propre maison. En 1998, le bâtiment a eu une rénovation.